# Kanton Réalmont
Kanton Réalmont (francouzsky Canton de Réalmont) je francouzský kanton v departementu Tarn v regionu Midi-Pyrénées. Tvoří ho 16 obcí.

## Obce kantonu
- Dénat
- Fauch
- Labastide-Dénat
- Laboutarie
- Lamillarié
- Le Travet
- Lombers
- Orban
- Poulan-Pouzols
- Réalmont
- Ronel
- Roumégoux
- Saint-Antonin-de-Lacalm
- Saint-Lieux-Lafenasse
- Sieurac
- Terre-Clapier